# Усмонзода, Усмонали Юнусали
Усмонали Юнусали Усмонзода (при рождении - Усмонали Юнусалиевич Усмонов; род. 13 сентября 1959, Орджоникидзеабад, Таджикская ССР) — таджикский государственный деятель. Действующий заместитель премьер-министра с 3 ноября 2020 года. В прошлом — министр энергетики и водных ресурсов Таджикистана (2013—2020). Кандидат технических наук.

## Биография
Усмонали Юнусалиевич Усмонов родился 13 сентября 1959 года в городе Вахдат.
Получил высшее образование на энергетическом факультете Политехнического университета Таджикской ССР. С 1983 года начал работать инженером кафедры «Автоматика и вычислительная техника» в Политехническом университете Таджикской ССР. С 1986 по 1996 год работал ассистентом и старшим преподавателем, а также доцентом кафедры, заместителем декана факультета энергетики политехнического университета Таджикистана. Стал выпускником Московского энергетического института в 1988 году. Написал диссертацию: «Разработка автоматизированной системы и методик измерения параметров и характеристик газоразрядных знакосинтезирующих индикаторов».
С 1997 по 2001 год занимал пост директора Госэлектронадзора Районов республиканского подчинения и был заместитель директора Госэлектронадзора Республики Таджикистан.
С 2001 по 2003 год был главой Департамента по энергополитике Министерства энергетики Республики Таджикистан. С 2003 по 2009 год — заместитель Госучреждения «Центр управления проектами в сфере энергетики». С 2009 года — Директор «Центра управления проектами в сфере энергетики». 21 ноября 2013 года стал министром энергетики и водных ресурсов Таджикистана. 3 ноября 2020 года назначен заместителем премьер-министра.
Награждён орденом «Шараф» II степени.
Есть семья — жена, двое детей.